# Militärkommando Väst (Brasilien)
Militärkommando Väst (pt: Comando Militar do Oeste) är ett av Brasiliens åtta militärkommandon (ungefär motsvarande militärområde). Militärkommandots område omfattar delstaterna Mato Grosso och Mato Grosso do Sul. Underställt militärkommando väst är 9:e militärregionen (9ª Região Militar) som ansvarar för fredsorganisationen, 4:e mekaniserade kavalleribrigaden, 13:e motoriserade infanteribrigaden och 18:e gränsinfanteribrigaden som utgör insatsförbanden samt understödsförband i form av ingenjörstrupper, trängtrupper, arméflyg med mera. Militärkommandot bildades i april 2005 av vad som tidigare varit 9:e armédivisionen.
Militärkommandots område är mer än en miljon kvadratkilometer stort och omfattar världens största våtmark Pantanal och gränserna mot Bolivia och Paraguay. Gränsen försvaras av 17:e gränsinfanteribataljonen som är ett elitförband som är specialiserat på att verka i våtmarksterräng som Pantanal.

## Organisation

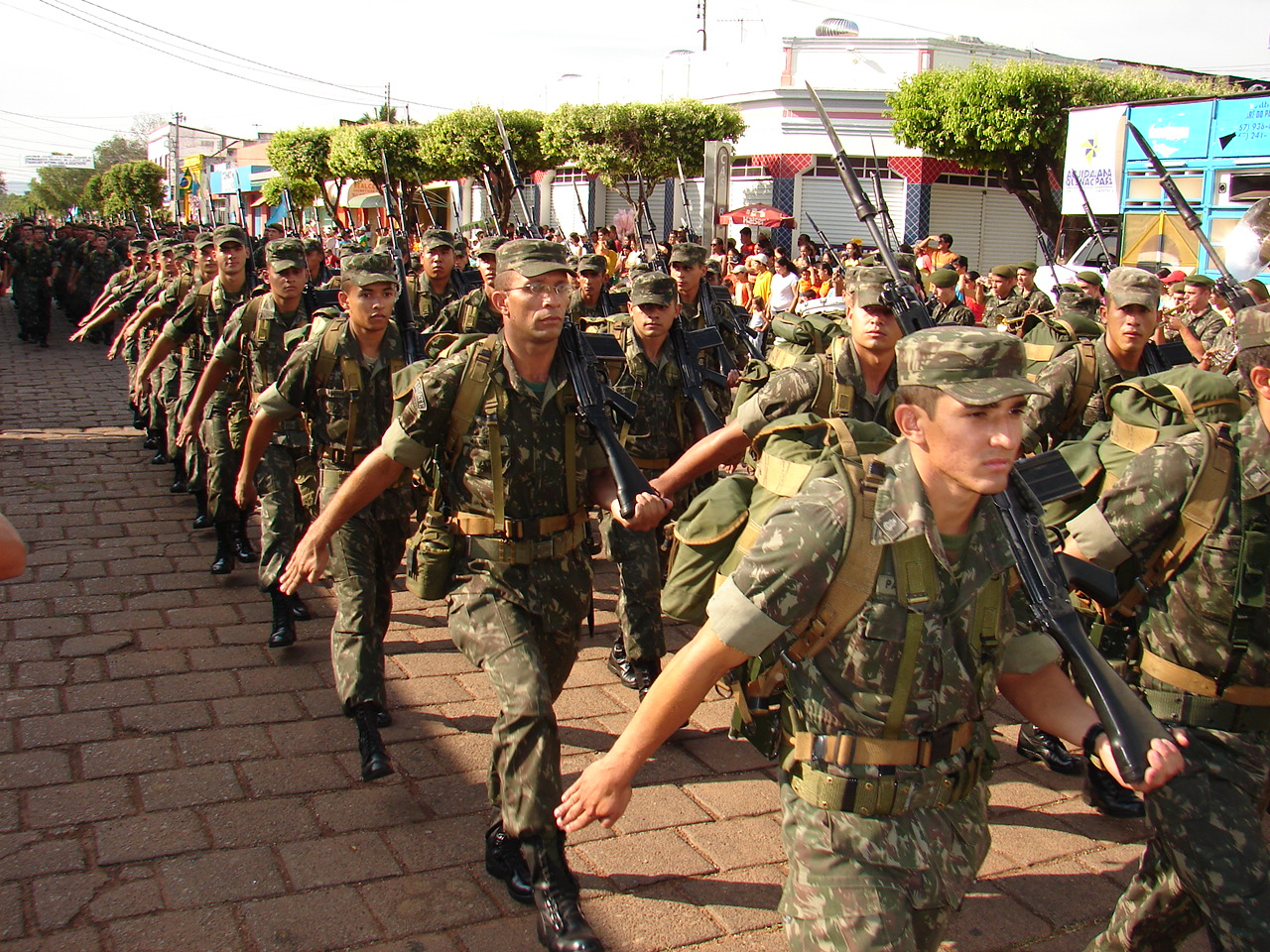
Soldater från 9:e pionjärbataljonen paraderar genom Aquidauana.

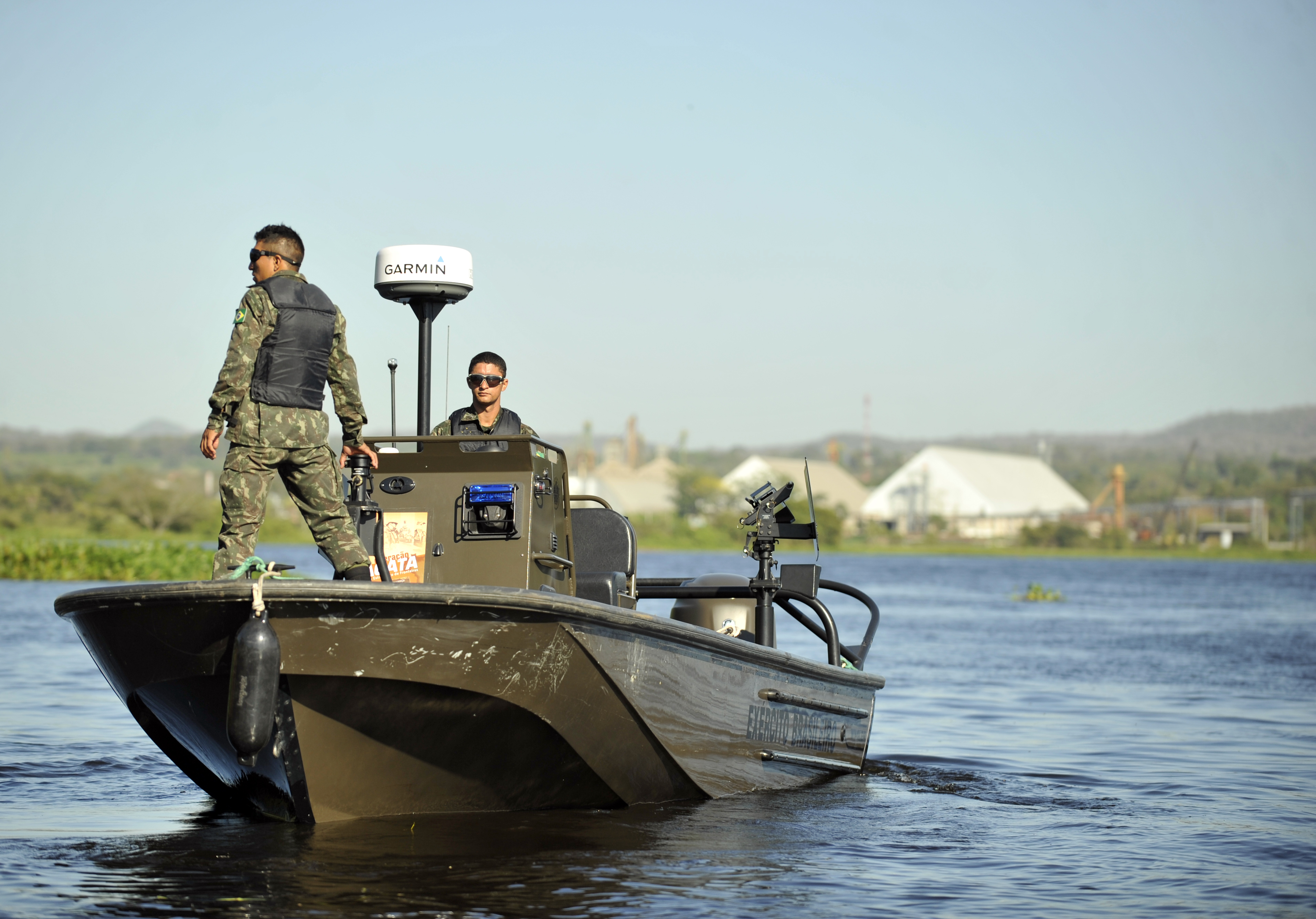
Eftersom en stor del an militärkommandots område består av våtmarker är amfibieförmågan av stor vikt.

Militärkommando Väst (Comando Militar do Oeste) – Campo Grande
 9:e militärregionen (9ª Região Militar) – Campo Grande
 Militärsjukhuset i Campo Grande (Hospital Militar de Área de Campo Grande) – Campo Grande
 30:e inskrivningskontoret (30ª Circunscrição do Serviço Militar) – Campo Grande
 4:e mekaniserade kavalleribrigaden (4ª Brigada de Cavalaria Mecanizada) – Dourados
 10:e mekaniserade kavalleriregementet (10º Regimento de Cavalaria Mecanizado) – Bela Vista
 11:e mekaniserade kavalleriregementet (11º Regimento de Cavalaria Mecanizado) – Ponta Porã
 17:e mekaniserade kavalleriregementet (17º Regimento de Cavalaria Mecanizado) – Amambai
 20:e mekaniserade kavalleriregementet (20º Regimento de Cavalaria Blindado) – Campo Grande
 9:e fältartillerigruppen (9º Grupo de Artilharia de Campanha) – Nioaque
 28:e logistikbataljonen (28º Batalhão Logístico) – Dourados
 3:e luftvärnsbatteriet (3ª Bateria de Artilharia Antiaérea) – Três Lagoas
 14:e mekaniserade sambandskompaniet (14ª Companhia de Comunicações Mecanizada) – Dourados
 13:e motoriserade infanteribrigaden (13ª Brigada de Infantaria Motorizada) – Cuiabá
 2:a gränsinfanteribataljonen (2º Batalhão de Fronteira) – Cáceres
 44:e motoriserade infanteribataljonen (44º Batalhão de Infantaria Motorizado) – Cuiabá
 58:e motoriserade infanteribataljonen (58º Batalhão de Infantaria Motorizado) – Aragarças
 18:a fältartillerigruppen (18º Grupo de Artilharia de Campanha) – Rondonópolis
 18:e gränsinfanteribrigaden (18ª Brigada de Infantaria de Fronteira) – Corumbá
 17:e gränsinfanteribataljonen (17º Batalhão de Fronteira) – Corumbá
 47:e infanteribataljonen (47º Batalhão de Infantaria) – Coxim
 2:a gränskompaniet (2ª Companhia de Fronteira) – Porto Murtinho
 18:e sambandskompaniet (18ª Companhia de Comunicações) – Corumbá
 3:e ingenjörsgruppen (3º Grupamento de Engenharia) – Campo Grande
 9:e ingenjörsbataljonen (9º Batalhão de Engenharia de Construção) – Cuiabá
 9:e pionjärbataljonen (9º Batalhão de Engenharia de Combate) – Aquidauana
 4:e mekaniserade pionjärkompaniet (4ª Companhia de Engenharia de Combate Mecanizada) – Jardim
 9:e logistikgruppen (9º Grupamento Logístico) – Campo Grande
 9:e försörjningsbataljonen (9º Batalhão de Suprimento) – Campo Grande
 9:e underhållsbataljonen (9º Batalhão de Manutenção) – Campo Grande
 18:e transportbataljonen (18º Batalhão de Transporte) – Campo Grande
 3:e arméflygbataljonen (3º Batalhão de Aviação do Exército) – Campo Grande
 6:e underrättelsebataljonen (6º Batalhão de Inteligência Militar) – Campo Grande
 9:e sambands- och telekrigbataljonen (9º Batalhão de Comunicações e Guerra Eletrônica) – Campo Grande
 9:e gardeskompaniet (9ª Companhia de Guardas) – Campo Grande
 14:e armépoliskompaniet (14ª Companhia de Polícia do Exército) – Campo Grande